# Mysteries
Albums de Keith Jarrett
The Köln Concert
(1975) Arbour Zena
(1975)
Mysteries  est le quatrième album sur le label Impulse! du pianiste de jazz Keith Jarrett et de son groupe American Quartet, composé de Dewey Redman, Charlie Haden, Paul Motian et Guilherme Franco.

## Liste des titres
1. Rotation – 11:02
2. Everything That Lives Laments – 10:03
3. Flame – 6:10
4. Mysteries – 15:08

Toutes les compositions sont de Keith Jarrett.
L'album est enregistré au Generation Sound Studios, New York, en décembre 1975.

## Musiciens
- Keith Jarrett: piano, flûte, percussions
- Dewey Redman: saxophone ténor, musette, percussions
- Charlie Haden: basse
- Paul Motian: batterie percussions
- Guilherme Franco: percussions